# Oreste Scarlat Teodorescu
Oreste Alexandru Scarlat Teodorescu (n. 14 iulie 1975, București, România) este un jurnalist român. Este unul dintre oamenii care au lucrat cu Mircea Badea, în cadrul emisiunilor Noaptea Tarziu și Mircea vs Oreste Show. Este realizatorul emisiunii Codul lui Oreste, inițial difuzată de Antena 2 în perioada 2007-2008, apoi de către B1TV între anii 2008-2011, emisiunea revenind la postul de televiziune Antena 2 din data de 14 mai 2011 și până în 18 octombrie 2013.

## Curriculum vitae
- Lector universitar la Facultatea de Jurnalism, Universitatea Hyperion
- Doctorand în teologie la catedra de Drept Canonic, Universitatea Ovidius Constanța
- Președinte al Clubului de Cultură și Presă Româno-Arab.
- Redactor șef revista Inițierea
- Director executiv Centrul Independent de Studii și Cercetări Ezoterice.
- Realizatorul emisiunii “Codul lui Oreste” (Antena 2)
- Producător “Dreptul la Sănătate (B1 TV)
- Editorialist “Gardianul”, “Medic 4 All”
- Consultant PR-Comunicare
- Președinte Asociația Pentru Apărarea Demnității Cetățeanului

## Realizator TV
- Realizatorul emisiunii "Codul lui Oreste" (Antena 2)
- Producătorul emisiunii "Dreptul la Sănătate" (B1 TV)
- A realizat și prezentat începând cu 1997 următoarele emisiuni de televiziune: "Parodii a la Oreste" în cadrul emisiunii "Dimineața Devreme cu Teo și Mircea" (Antena 1); "Vremea este cu Oreste" în cadrul Observatorului de la orele 19.00 și 22.00 (Antena 1); "Noaptea Târziu", alături de Mircea Badea; "Dialoguri cu Oreste" (Realitatea Tv); "Monologuri cu Oreste" (Realitatea Tv); "Protv Magazin" (Pro Tv); "Noaptea Devreme", alături de Mircea Badea (Prima Tv); "Mircea vs Oreste Show" (Prima Tv)

## Activitate artistică
- Autorul volumelor "Codul lui Oreste", Editura Rao, 2010 și "Demonii puterii în democrație - manipularea, dezinformarea și agresiunea info-energetică", Editura TASO, 2011;
- Actor în "Și caii sunt verzi pe pereți"(regia Dan Chișu); "Websitestory" (regia Dan Chișu); "Eminescu versus Eminem" (regia Florin Piersic Jr.); Milionari de weekend (2004) (regia Cătălin Saizescu); Păcală se întoarce (2006) (regia Geo Saizescu).
- Co-autor al piesei de teatru "Și noi și ea" (Teatru Foarte Mic)
- Autor al cursului universitar: "Tehnici de manipulare și dezinformare în discursul mediatic"
- Predă în cadrul Grupului Paracelsus: "Tehnici și principii de meditație", "Calea Luminii-sistem teurgic și taumaturgic esenian".
- Pasionat de esoterism, istoria religiilor, terapii complementare holistice, orientalism, shamanism.

### Interviuri
- Oreste Teodorescu: Eu nu sunt vedeta si nici nu cred ca exista vedete in Romania Arhivat în 9 februarie 2012, la Wayback Machine., 5 februarie 2012, Alice Nastase Buciuta, Revista Tango
- Oreste: „Fac studii de caz după stenograme“, 29 noiembrie 2010, Florina Tecuceanu, Adevărul
- Zona crepusculară, 9 septembrie 2010, Mihaela Manole, Adevărul
- ORESTE TEODORESCU - "Cunoaste-te pe tine insuti, ca sa devii asemenea zeilor", Ines Hristea, Formula AS - anul 2010, numărul 916

### Critici
Emisiunile lui Oreste au fost criticate în repetate rânduri de inginerul Cristian Român în cadrul emisiunilor "Partizanii Rațiunii" și "Cronica Scepticului" de la TVH 2.0 (TVRM), pentru promovarea de către Oreste și invitații lui a unor teorii pseudoștiințifice și a unor afirmații lipsite de dovezi științifice sau chiar contrare teoriilor și dovezilor științifice existente.
- Partizanii Rațiunii, episodul 189, TVH 2.0
- Cronica Scepticului, episodul 160, TVRM